# Nova II
Nova II (Frankie Raye) is een fictieve superheld uit de strips van Marvel Comics. Zij werd bedacht door Roy Thomas en verscheen voor het eerst in Fantastic Four #164.

## Achtergrond
De stiefvader van Frankie Raye was de uitvinder/ontwerper van de originele Toorts. Toen hij en Frankie deze spullen wilde bergen, werd Frankie overgoten met de experimentele brandbare vloeistof. Frankie doofde echter de vlam.

## Transformaties
Veel later bleek Frankie ook gaven te hebben gelijk de Toorts. Frankie Raye werd de vriendin van de Toorts en tijdelijk lid van de Fantastic Four, toen Galactus weer eens naar de Aarde kwam. Om hem deze keer te verjagen, bood Frankie zich vrijwillig aan om Galactus' heraut te worden. Aldus geschiedde, en Frankie werd door Galactus tot heraut gemaakt. Galactus gaf haar enorme kosmische krachten (in de Engelstalige strips bekend als de Power Cosmic) en een goudvurig uiterlijk. Zij was bewust van haar opdracht nieuwe planeten voor Galactus uit te zoeken.

## Krachten en vaardigheden
Nova bezit een grote kracht bekend als "Kosmische Kracht" (Power Cosmic), die zij verkreeg van Galactus. Zij kan kosmische energie absorberen in zijn lichaam, en dit voor verschillende doeleinden gebruiken. Zij kan energiestralen afschieten die sterk genoeg zijn om een planeet op te blazen. Ook kan ze de moleculen van materie veranderen en beïnvloeden, met name die van het element 'Vuur', met transmutatie als gevolg.
Nova bezit bovenmenselijke kracht, en kan deze kracht met haar Kosmische Kracht nog verder versterken tot hetzelfde niveau als de Hulk. Haar lichaam kan bewegen en reageren op bovenmenselijke snelheid. In de ruimte kan ze zelfs sneller vliegen dan lichtsnelheid.
Nova's huid is gemaakt van een onbekend en vrijwel onverwoestbaar goudachtig materiaal. Hierdoor is Nova onkwetsbaar voor de meeste fysieke aanvallen. Zij kan gemakkelijk extreme temperaturen (zoals de kou in de ruimte of de hitte bij het betreden van de atmosfeer weerstaan, en kan zelfs door de kern van een ster vliegen zonder gevolgen.